# وادي عبل بللحمر
وادي عبل ويسمى أيضًا وادي الحبل (يُلفظ: عِبْل على وزن شِبْل بعين مكسورة وباء ساكنة ثم لام)؛ واد يعد الحصن الجنوبي لبلاد رجال الحجر حين ذكره أبو محمد الحسن بن احمد الذي عاش ما بين 280هـ - 336هـ في كتابة صفة جزيرة العرب (فأول بلاد الحجر من يمانيها عبل). يقع وادي عبل في بداية سراة الحجر على الطريق ما بين أبها والطائف على بعد 70 كيلا شمالا عن مدينة أبها. يمتد الوادي بطول 32 كيلا يصب ناحية الشرق ويعتبر أحد أهم روافد وادي بيشة وتتكون طبيعة أرضه وتضاريسه من الجبال والأودية لكونه امتداداً لسلسلة جبال السراوات ويبلغ سكان الوادي 5000 نسمة. ويمتاز مناخه بأعتداله صيفاً وبرودته شتاءًً وأمطاره طوال العام نظرا لارتفاعه 2500 متر عن سطح البحر مما جعله صالحاً للزراعة حيث قال العلامة الحسن الهمداني حين مرورة بة قبل الف عام تقريباً (عبل وادي فيه الحبل...) أي مزارع العنب.